# Madeleine Doillon-Toulouse
Madeleine Doillon-Toulouse, née le 2 avril 1889 à Vesoul et morte le 27 novembre 1967 à Paris, est une peintre française.

## Biographie
Née au 22 rue Georges-Genoux à Vesoul, Magdeleine Victoire Alexandrine Doillon est la fille de Georges Doillon, docteur en médecine et conseiller municipal à Vesoul, et de Marguerite Jeanneney, fille du peintre Victor Jeanneney. Élève de Muenier, Courtois et Laurens, elle s'offre à la représentation dans ses œuvres de sa région natale.
Elle est inhumée avec son père dans l'ancien cimetière de Vesoul.